# Scrapie
L'scrapie o tremolor ovina és una malaltia fatal i degenerativa que afecta el sistema nerviós d'ovelles i cabres. Es classifica dins de les encefalopaties espongiformes transmissibles i, com altres malalties similars, es creu que pot estar causada per un prió, una proteïna mal plegada infecciosa.

## Transmissió
L'scrapie afecta a animals d'entre 3 i 5 anys majoritàriament. La forma més comuna de transmissió és de mare a xai a través de la ingestió de líquids de la placenta o l'al·lantoide. El prió també pot entrar a un individu a través de talls a la pell. Un estudi va afirmar que la llet d'ovelles infectades pot transmetre el prió, però els xais de l'experiment es van infectar els uns als altres, dificultant l'análisi del risc d'infecció. A més a més, l'estudi no va durar prou per a poder veure els símptomes, simplement es va trobar proteïnes anormals al cos del bestiar.
La patogènesi de l'scrapie involucra el sistema limfàtic. Un cop el prió s'absorbeix als intestins, aquests s'acumulen als nòduls limfàtics, especialment a les plaques de Peyer de l'intestí prim. Finalment, l'agent infecciós arriba al cervell, sovint a través de la medul·la espinal o del bulb raquidi, pujant pel sistema nerviós simpàtic o parasimpàtic respectivament.
L'scrapie no és transmissible a humans.

## Símptomes
Inicialment els canvis són lleugers; simplement hi ha petits canvis en la conducta del bestiar i un augment de la masticació. Més endavant es desenvolupa atàxia i altres afectacions neurològiques. Un dels símptomes més característics d'aquesta malaltia és que els animals es graten o mosseguen fins a arrencar-se la llana o la pell. El nom scrapie prové d'aquest símptoma, ja que en anglès scrape vol dir gratar. Altres símptomes inclouen fer petar els llavis excessivament, dificultats per caminar i convulsions. A l'etapa final de la malaltia apareix anorèxia, pèrdua de pes, letàrgia i la mort.
No hi ha tractament per l'scrapie.

## Malalties relacionades
Una malaltia relacionada amb l'scrapie és l'encefalopatia espongiforme bovina, una malaltia priònica que afecta els bovins. Tot i que no se sap amb certesa, hi ha una hipòtesi que diu que l'encefalopatia espongiforme bovina va començar per la ingesta de pinsos elaborats a partir de restes d'ovelles infectades per scrapie.